# Molophilus banksianus
Molophilus banksianus är en tvåvingeart som beskrevs av Alexander 1922. Molophilus banksianus ingår i släktet Molophilus och familjen småharkrankar. Inga underarter finns listade i Catalogue of Life.